# Kuno-Hans von Both
Pour les articles homonymes, voir Both.
Kuno-Hans von Both (9 avril 1884 à Saverne - 22 mai 1955 à Müllheim) est un General der Infanterie allemand qui a servi au sein de la Wehrmacht pendant la Seconde Guerre mondiale.
Il a été récipiendaire de la croix de chevalier de la croix de fer. Cette décoration est attribuée pour récompenser un acte d'une extrême bravoure sur le champ de bataille ou un commandement militaire avec succès.

## Biographie
Il est issu de la famille noble Both du Mecklembourg et est le fils du lieutenant-colonel Alexander von Both (1842-1905). Kuno-Hans s'engage le 24 avril 1903 dans le 89e régiment de grenadiers (de) en tant que porte-drapeau.

## Décorations
- Ordre de François-Joseph (27 janvier 1911)
- Croix de fer (1914)
  - 2e classe (22 septembre 1914)
  - 1re classe (9 février 1915)
- Insigne des blessés (1914)
  - en Noir (10 mai 1918)
- Croix du Mérite militaire de Mecklembourg-Schwerin
  - 2e classe (18 septembre 1914)
  - 1re casse (25 novembre 1915)
- Croix de chevalier de Saint-Jean (26 février 1917)
- Croix de chevalier de l'ordre royal de Hohenzollern 3e classe avec glaives (23 décembre 1917)
- Pour le Mérite (10 avril 1918)
- Croix d'honneur (20 décembre 1934)
- Ordre du sang
- Agrafe de la croix de fer (1939)
  - 2e classe (10 septembre 1939)
  - 1re classe (25 septembre 1939)
- Médaille du Front de l'Est
- Croix allemande en or (9 septembre 1942)
- Croix de chevalier de la croix de fer
  - Croix de chevalier le 9 juillet 1941 en tant que General der Infanterie et commandant du I. Armeekorps[1]